# Kirundo

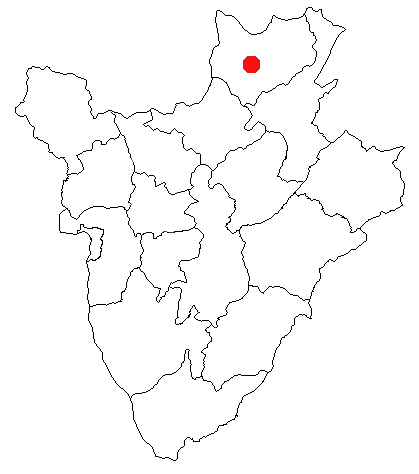
Kirundos läge i Burundi.

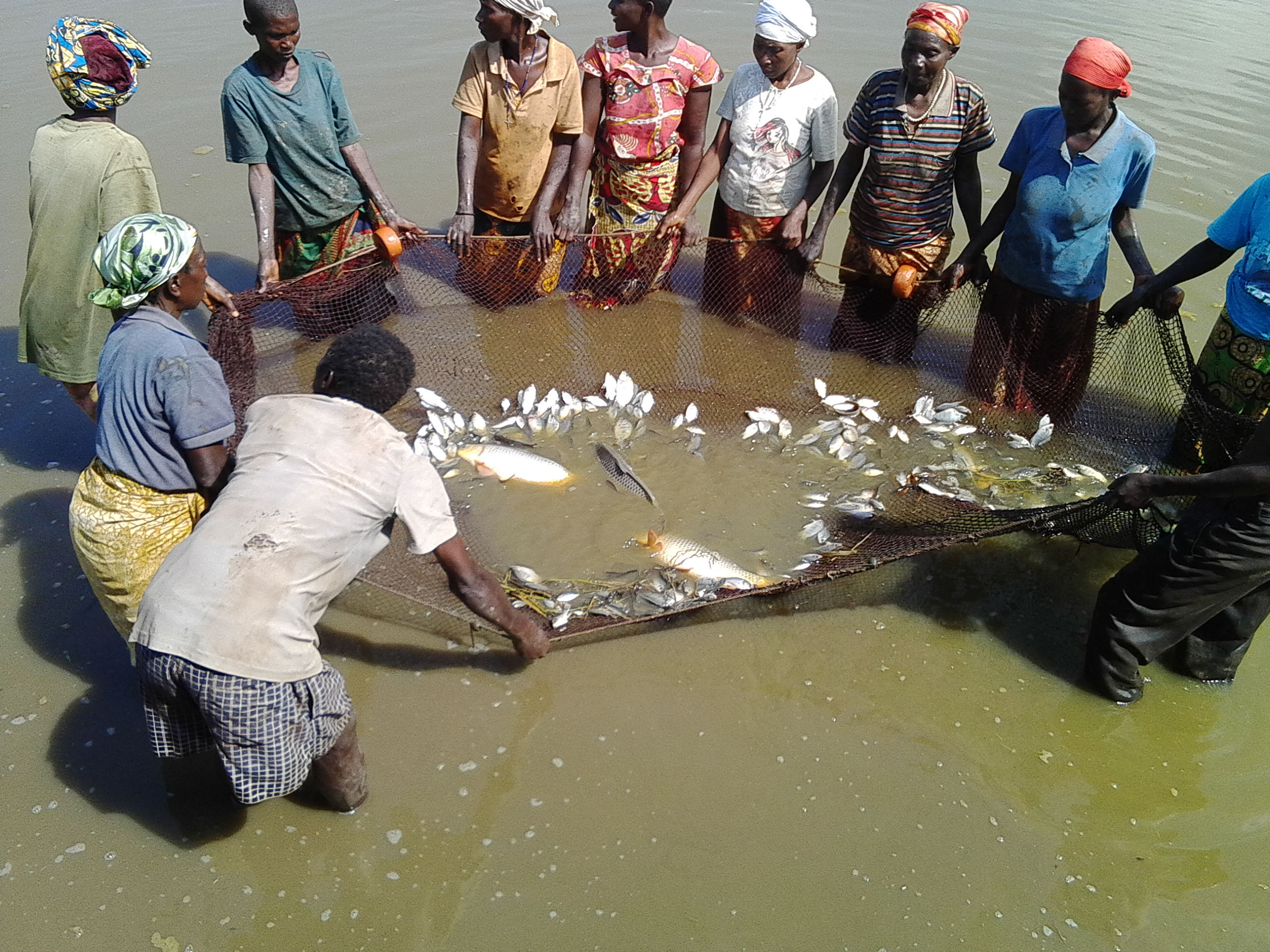
Kirundo

Kirundo är en stad i norra Burundi. Kirundo är huvudort i kommunen Kirundo och provinsen Kirundo, och folkmängden uppgick till 10 024 invånare vid folkräkningen 2008.